# 沙俄兵营旧址
沙俄兵营旧址位于吉林省长春市宽城区长盛街87号(现长春市一心街2号)，原宽城子站铁路附属地内。1905年日俄战争后，沙俄将大部分驻军撤离，部分营房被改作他用。1924年，沙俄附属地的行政权力被中国政府收回，部分营房被改作他用，如开办学校。1985年12月18日，被列入长春市第四批文物保护单位。

## 历史沿革
1900年左右，沙俄在长春宽城子中东铁路附属地内修建了兵营，分为南、北兵营和将校营三部分。这些建筑均为黑色铁皮屋顶，黄色砖石墙壁，具有浓郁的俄罗斯建筑特色。
南大营位于二道沟附近今凯旋路与一匡街交会处，共有三栋营房，当地人称为三大栋，均为俄式砖石结构建筑。从左至右排列，第一栋长90米，第二栋长82米，第三栋长56米，宽度均为15.40米。南大营的三大栋均已拆除，在原地后建的楼房是长春机车厂职工宿舍。
北大营位于二道沟今三辅街北侧，东临长新街，南面是长春机车厂修的马路，共有两栋营房。第一栋长65米，第二栋长40米，宽均为15米。这两处营房均已拆除，在原地后建的楼房为长新小学校舍。
将校营在南、北两大营之间，位于今长盛小学院内和院外，有一栋营房和六栋军官宿舍，还有一座教堂。1904年，营房改作学校，在将校营上的沙俄铁路子弟小学后改称东省特别区立第十二小学，后又改称为长盛小学，有两栋楼为其使用，现已为长盛小学仓库。在其校舍内绘有壁画《还我河山》，该壁画是1929年由当时的东省第一学区第十二小学教师苏少权绘制的，1985年教师节前夕曾进行过一次修复。壁画画在学校校舍的北墙上，是一幅高3.33米、宽2.9米的方形彩色地图，描绘了当时中国被列强侵占的土地。两栋军官宿舍和教堂已被拆除，尚存的四栋军官宿舍已改为长铁宿舍。将校营又单独于2004年，入选长春市第七批市级文物保护单位。1985年12月18日，沙俄兵营旧址被列入长春市第四批文物保护单位。